# 조선민주주의인민공화국의 인권
이 문서는 조선민주주의인민공화국의 인권 문제에 대한 다양한 주장들을 기술한 문서이다.

## 시민의 자유

### 종교의 자유
조선민주주의인민공화국은 1949년에서 1952년까지 교회들을 없애고 성직자를 강제 수용소에 가뒀다.
2006년 탈북한 최해연씨에 따르면 정치범수용소 중에 있는 '제9관리소'라는 곳에서는 기독교인들이 잡혀있다고 한다. 이들은 옷조차 주어지지 않아 알몸으로 지내며 수용소 간부의 종교탄압에도 굴하지 않고 죽음을 택하고 있다는 것이다. 그에 따르면 북한에는 '성황당'이라는 연극이 있는데, 극 내용은 사람들이 종교에 속으면 안 된다는 내용이다.
헌법상으로는 종교의 자유가 있지만 실제로는 탄압받고 있다.

### 거주이전의 자유
조선민주주의인민공화국에서는 거주 이전뿐만 아니라 여행도 허가를 얻고 통행증을 발급받아야 가능하다.

## 형사 정책

### 정치범수용소
조선민주주의인민공화국에는 총 6개의 정치범 수용소가 있으며 수감자는 154,000여명으로 추정된다. 현재 존재하는 정치범 수용소는 평안남도 개천(14호 관리소), 북창(18호 관리소), 함경남도 요덕(15호관리소), 함경북도 화성(16호 관리소), 청진(25호 관리소), 회령(22호 관리소)에 있는 것으로 전해졌다. 조선민주주의인민공화국의 정치범수용소에는 최소 노동연령이 '만 6세'이고, 하루 10시간 노동인데다 연간 휴일이 고작 '1.1일'인 것으로 나타났다. 북한인권정보센터(NKDB)가 7월 21일 서울 중구 태평로 한국프레스센터에서 '북한 정치범수용소와 구금시설의 어제와 오늘'이란 주제로 세미나를 열었는데 여기서 나온 내용이다. 정치범수용소 경험자 등을 포함하여 53명의 증언자를 분석한 결과, 조선민주주의인민공화국에서 '완전통제구역'으로 분류돼 최대 규모로 운영되고 있는 함경북도 회령시의 '22호 관리소'에서는 최소 노동 연령이 '만 6세'인데다 죽을 때까지 노동이 이뤄지는 것으로 조사됐다.
강제노동은 심각한 폭행과 감시에 의해 이뤄졌으며, 하루 10시간 노동에 年휴일은 고작 '1.1일'이었다.
| 소재지          | 번호              | 수용자 규모 | 면적     |
| 평안남도 개천시 | 14호 정치범수용소 | 15,000명    | 155 km2  |
| 함경남도 요덕군 | 15호 정치범수용소 | 50,000명    | 378 km2  |
| 함경북도 화성군 | 16호 정치범수용소 | 10,000명    | 549 km2  |
| 평안남도 북창군 | 18호 정치범수용소 | 50,000명    | 73 km2   |
| 함경북도 회령시 | 22호 정치범수용소 | 50,000명    | 225 km2  |
| 함경북도 청진시 | 25호 정치범수용소 | 5,000명     | 0.25 km2 |

### 흥남감옥
조선민주주의인민공화국의 흥남감옥에서는 죄수들에게 극심한 강제노동을 시키는 것으로 알려져 있다. 흥남감옥에서 2년 8개월간 강제노역을 한 문선명에 따르면, 당시 북한은 모든 죄수들에게 3년 동안 이 곳에서 강제 노동을 시켰다고 한다. 그에 따르면, 감옥의 하루는 새벽 4시 반에 시작하고, 암모니아를 하루에 140개의 쌀가마니에 퍼담는 것과 같은 위험한 일을 시켰다고 한다. 식량배급은 하루에 작은 밥공기로 두 그릇과 무청이 든 소금물이 전부였으며, 일을 달성하지 못하면 식량배급이 반으로 줄어들었다고 한다. 죄수의 절반이 일 년 안에 죽어나갔다고 하며, 공장에서 생산한 암모니아 포대는 소련으로 옮겨졌다고 한다.

## 선군정치
유엔의 인권 보고관은 조선민주주의인민공화국의 선군정치가 국가자원 편재와 불균형적인 개발과정을 야기하고 있고 지난해 두 차례 실시된 대규모 주민동원도 위로부터 억압을 통한 국가개발의 일환이라고 비판했다. 선군정치는 군대조직을 활용하여 사회경제적인 어려움을 극복하면서, 동시에 군대 내부 및 조선민주주의인민공화국 인민의 동요를 억제하고, 외부로부터의 침략 위협을 방어하는데 있어 주요한 정치개념으로 큰 역할을 하였다. 군대를 강화하는 선군정치에 의한 부작용으로 부족한 식량의 분배에 있어 군대가 일반 인민보다 우선순위에 놓이게 되거나, 장기간의 군복무 기간으로 인해 일반 인민들의 일상적인 농사 및 공업 생산 등이 영향을 받아 어려움이 더 커지는 등, 선군정치가 군대를 강화하면서 조선민주주의인민공화국의 사회경제구조를 왜곡시켜 조선민주주의인민공화국 인민의 인권수준을 더욱 후퇴시키는 우려가 나타나고 있다. 더욱이 군대에 편입될 수 없는 사람들 - 여성, 청소년, 장애인, 노인 등에게는 차별과 배제로 작용하여 그들의 삶을 더욱 힘겹게 만들게 된다는 것이다.

## 다른 나라의 비판
2009년 4월 28일, 공화당의 샘 브라운백 상원의원, 하원 외교위 공화당 간사 일리아나 로스 레티넌 등은 워싱턴에서 열린 북한인권주간 집회에서 조선민주주의인민공화국이 억류 중인 미국적 여기자 2명의 석방을 요구한 뒤, "조선민주주의인민공화국은 정말 지구상에서 지옥"이라고 표현하며, 조선민주주의인민공화국에서는 2300만명 주민들의 기본적 인권이 무시당하고 있다고 주장하였다.
2010년 FIFA 월드컵에서 포르투갈이 조선민주주의인민공화국과의 조별리그 2차전에서 7-0 대승을 기록하던 당시 이 경기에서 2골을 넣은 포르투갈의 티아구 멘데스는 자신들 때문에 조선민주주의인민공화국의 선수들이 김정일에게 총살당할 것을 심히 걱정했다.
2011년 6월 2일, 미국 하원 외교위원회에서 조선민주주의인민공화국, 티베트, 미얀마의 인권 상황에 대한 청문회가 열린 바 있다. 이날, 일레나 로즈-레티넨 위원장은 "조선민주주의인민공화국에 대한 식량지원이 김일성 출생 100주년 행사에 전용될 것"을 우려했고, 로버트 킹 북한인권특사는 "미국의 식량지원은 첫째, 식량지원이 정말 필요한지. 둘째, 다른 나라들이 더 필요하지 않은지. 셋째, 필요한 사람들에게 제대로 전달되고 있는지를 확인해야 한다"고 강조했다. 척 다운스 북한인권위원회 사무국장은 "정치, 경제, 에너지, 인권, 인도주의적 우려에 대한 포괄적인 토의를 핵문제해결을 위해 진행해야 한다"고 언급했다.
캐나다 의회가 2012년 4월 25일(현지시간) ‘통영의 딸’ 신숙자 씨 모녀의 생사확인과 구출 관련 결의안을 본회의에 정식으로 상정했다고 자유아시아방송(RFA)이 밝혔다. 캐나다 의회의 이번 결의안은 유엔 회원국 자격으로 반기문 사무총장에게 사안에 개입해 해결해줄 것을 요청하는 내용이 주를 이루고 있다. 국제 분쟁을 중재 또는 조정할 수 있는 유엔 사무총장이 이들의 생사확인과 구출에 나서달라는 것을 촉구했다.
보츠와나는 조선민주주의인민공화국이 대량 학살을 자행하고, 국민을 노예로 전락시키며, 굶주리게 하고 있다는 내용의 UN 보고서(후술)와 관련하여 2014년 2월 19일부로 북한과의 외교관계를 단절하였다.

## UN의 비판
UN 북한 인권조사위원회(UN COI)는 UN 차원으로는 최초로 조선민주주의인민공화국의 인권실태조사를 1년간 벌여 왔으며, 2014년 2월 17일 최종보고서를 발표하였다. 조선민주주의인민공화국의 인권 침해 사례들이 이른바 反인도적 범죄에 해당하며, 그 형사(刑事)책임을 김정은을 비롯한 북한 지배층이 져야 한다고 강조하였다.

## 현재의 상황
한 탈북여성의 캐나다 의회 증언에 의하면 조선민주주의인민공화국의 인권 수준은 심각하며 조선민주주의인민공화국의 강제수용소에서 "엄마가 아들을 살해한 뒤 아들의 사체를 토막내 돼지고기로 속여 파는 일도 있었다"고 말했다.
이와 관련해 인민보안부가 발간한 791쪽 분량의 '법투쟁부문 일군들을 위한 참고서'에 따르면 721건의 범죄 중 식량부족으로 인한 것이 제일 많았으며 이 중 한 사례로는 '경비원이 동숙생을 도끼로 살해한 후 일부는 식용으로 먹고, 나머지는 시장에서 양고기로 속여 팔았다'는 내용이 있다.
2011년 6월말, 미국 국무부는 매년 인신매매실태 보고서를 발표하는데 조선민주주의인민공화국을 비롯해 미얀마와 이란, 쿠바 등 23개 국가를 '3등급 국가'(인신매매 최악국가)로 규정, 분류했다.

## 기타
대한민국 국가인권위원회는 서독의 사례처럼 현금을 주고 정치범을 구조해오는 방법을 검토한 바 있다.

## 같이 보기
- 납북자
- 자유북한운동연합
- 조선민주주의인민공화국의 사형제